# La Vie de mon père
La Vie de mon père est un roman biographique en deux parties  publié par Restif de La Bretonne en 1779.

## Genèse
La Vie de mon père, qui se rattache, comme document biographique, à Monsieur Nicolas (1796-1799), dont elle constitue une sorte de préface a posteriori, appartient à un genre plus austère. Restif a écrit ces pages, comme tout ce qui est tombé de sa plume, sans effort, du premier jet : « En me rappelant, ce que mon père avait souvent raconté devant moi, pendant mon enfance, de son séjour à Paris et de Mlle Pombelins, il me vint une idée, vive, lumineuse, digne du Paysan-Paysanne pervertis ! Je réfléchis sur tous les traits sortis de la bouche d’Edme Restif, et je composai sa Vie. Je ne revis pas ce petit ouvrage, je le livrai à l’impression en achevant de l’écrire. Aussi tout y est-il sans art, sans apprêt; la mémoire y a tenu lieu d’imagination. À la seconde et à la troisième édition, je n’ai fait que corriger quelques fautes de style ou replacer quelques traits oubliés. Cette production eut un succès rapide, ce qui doit étonner ; elle n’était faite ni pour les petits-maîtres, ni contre les femmes, ni pour dénigrer la philosophie : les bonnes gens seuls la pouvaient acheter. Apparemment ils donnèrent le ton pour la première fois. »
Comme tout ce qu’a écrit Restif, qui n’écrivait que ce qu’il voyait ou croyait voir, c’est toujours un tableau de mœurs, mais ici son observation, au lieu de s’éparpiller, se concentre sur un seul point, la vie rurale, sur un seul homme, Edme Restif, son père, et deux ou trois autres figures dessinées au second plan.
Avec ces simples éléments, la Vie de mon père est un tableau de la vie rurale au XVIIIe siècle de grand charme présenté avec sincérité et naturel. C’est, non le roman, mais la vie d’un honnête homme, où l’élément romanesque se réduit à peu de chose, très probablement à la fantastique apparition, dans l’église Saint-Roch, d’un bienfaiteur mort, le « vertueux Pombelins », sous les traits d’un vieux prêtre, et à la lugubre célébration du mariage d’Edme Restif devant le cadavre de son père. Ce chef-d’œuvre au point de vue de la composition littéraire, de l’intérêt du récit, de ses parfaites proportions, et de la convenance du style avec le sujet, se double de surcroit d’un d’enseignement moral.

## Résumé
Pierre Restif, père du héros du livre et grand-père de Nicolas, est un type digne des anciens âges. Ce paysan bourguignon, bon vivant et rieur avec les autres, mais dont le sourcil se fronce dès qu’il rentre chez lui, qui a mangé presque tout son bien à ne rien faire et qui gouverne sa famille comme les anciens Romains, en maître absolu. Tout tremble devant lui, femme, filles, valets, et le fils lui-même, grand garçon de vingt ans, sur le simple soupçon qu’il voudrait peut-être s’émanciper, est vigoureusement cinglé de coups de fouet.
Envoyé à Paris, il va y contracter un mariage avantageux : son père aussitôt le rappelle, lui déclare qu’il veut être obéi, le marie de force à une épaisse et disgracieuse fille de ferme, et meurt, ce beau coup fait, avec la conscience d’être resté jusqu’au bout en possession de l’autorité paternelle.
Edme renonce à ses espérances, aime la laborieuse ménagère qui lui a été imposée comme il aurait aimé la femme de son choix, et, à l’imitation des patriarches de la Bible, travaille sept ans chez son beau-père, un autre type anguleux et dur de paysan.
Ce stage accompli, et sa première femme étant morte, il se met à faire valoir ses biens, et enfin vient s’établir sur ce domaine de la Bretonne dont son fils a illustré le nom. Comme c’est un homme d’un sens droit, d’un esprit avisé et réfléchi, il essaye de meilleurs modes de culture, il épierre ses champs et les préserve d’inondations périodiques, il transforme un coteau abrupt où, de temps immémorial, on n’avait rien pu faire pousser, en vignoble ; ses voisins l’imitent et, de proche en proche, on voit régner l’aisance dans un village réputé jusqu’alors le plus misérable de la contrée.
Il avait acquis un peu de pratique dans sa jeunesse chez un cousin, avocat à Noyers, et chez un procureur au Parlement, à Paris : il est de bonne heure notaire; puis le seigneur du lieu, un chevalier de Malte, le nomme juge et enfin lieutenant. 

## Analyse
Restif dresse, quelque vingt ans avant la Révolution, un tableau idyllique de son pays natal où on voit un paysan profiter du clair de lune pour labourer en cachette les champs de son beau-père, où le bon curé dit, un dimanche, à ses paroissiens : « Mes amis, on va sonner les vêpres, mais allez plutôt relever vos foins ; profitez du beau temps ; qui travaille prie. » Il n’est pas jusqu’aux frères aînés du narrateur, le curé de Courgis et l’abbé Thomas, qui ne donnent l’exemple de la bonté, de la serviabilité, du désintéressement. Seul le narrateur, qui fait tache dans un milieu si vertueux, s’en exile de bonne heure pour aller mener au loin une vie agitée de passions et d’inquiétudes.